# Luis Mihovilcevic
Luis Mihovilcevic (Rosario, 24 de octubre de 1958) es un compositor, pianista, director y docente argentino. 

## Estudios musicales
Estudió teoría y solfeo con P. Cranpanzano y Carlos Goldberg; piano con Jorge Sala y Enrique Graiño, armonía con Jacobo Ficher, contrapunto y composición con Salvador Ranieri. Tomó clases en cursos dictados por Milko Kelemen (1981) y Luigi Nono (1985).

## Actividades societarias y grupales
- Miembro fundador y presidente del grupo Difusión Siglo XX (1977-1979).
- Entre 1979 y 1991 fue miembro de la comisión directiva de Ars Contemporanea.[2]
- Entre 1987 y 1990, CUDA (Compositores Unidos de la Argentina).
- 1985-1987: Grupo de Artistas Independientes
- 1988-1989: Signo Ascendente
- 1989-1997: miembro fundador, tesorero y vicepresidente de Cultrún (Compositores Asociados).
- Es miembro fundador del grupo Sonoridades Alternativas, donde trabaja actualmente.
- FASE (Frente de Artistas Sonoros Experimentales).[1]
- 2012-2021 Signos del Topo-Creaciones Crítica
- Al 2023, su obra compositiva supera las 310 obras de todo tipo y género: cámara, ballet, teatro musical, ópera, coral, experimental, danza teatro, incidental, música para película, música electrónica y electroacústicas.[3]

## Actuaciones (compositor, intérprete y director)
- Centro Cultural Recoleta.
- Salón Dorado del Teatro Colón
- Centro Cultural Ricardo Rojas
- 1990: Sala del Conservatorio Nacional de Música Carlos López Buchardo, Universidad Nacional de Misiones, Coro Universitario
- 1996-1999: Sala Fasiba (La Plata).
- Teatro Municipal Brazola (Chascomús).
- Sala del Conservatorio de Chascomús
- Sala del Colegio de Egresados de Medicina (La Plata).
- 1992: Studio Bühne, en Colonia (Alemania).
- 1995: Willem Pijperzaal, Róterdam (Holanda) (24 festival double reed).
- 1996: Las Vegas Sundowner Lions Club, en Las Vegas (EE. UU.).
- 1998, 12 de julio: obra sinfónica encargada y estrenada por la Orquesta Sinfónica de Camagüey (Cuba) con el auspicio de la Embajada Cultural de Alemania. Teatro Municipal de Camagüey.[1]

- Concierto para piano, sala de conciertos de la Sinfónica de Camagüey (Cuba) con la sinfónica y el autor al piano.
- 2001-2003: diversas salas de conciertos de los festivales Synthese de Bourges (Francia).
- Universidad de Bremen
- Musikhochschule de Colonia
- Diversas salas de Berlín, Worspeden, Wuppertal, Bremen en Alemania.
- Rótterdam y Ámsterdam (Holanda).
- Londres (Inglaterra).
- Centro Cultural General San Martín (Muiño y Alberdi).
- Centro Cultural Recoleta.
- Auditorio Promúsica.
- 1993 y 1995: Museo Municipal de Bellas Artes Juan B. Castagnino de Rosario (I y II Encuentro Internacional de Compositores).
- 1995: sala de conciertos del Palacio de Bellas Artes, en La Habana (Cuba).
- Museo de Arte Contemporáneo (Pasaje Rocha) de La Plata
- sala de conciertos de la Sinfónica de Camagüey (Cuba).
- Teatro Amadeo Roldán (Sala Amadeo Roldán) su obra 1959 para orquesta sinfónica inaugurando el XVII Festival de Música Contemporánea de La Habana, con la dirección del maestro Reinaldo Zemba con la Orquesta Sinfónica Nacional de CUBA.
- Teatro Roma de la Ciudad de Avellaneda.
- 2004: Festival Fusión, Universidad de Costa Rica (San José).
- 2004: música de El sueño de Cecilia (obra de teatro).[4]
- 2004: música de ¿Son los sonetos? (obra de teatro sobre los Sonetos de amor de William Shakespeare).[4]
- 2014 Riot Studio (Nápoles)Ciclo Dialéctica del Sonido del Grupo Dissonanzen de Nápoles, con el violinista Daniele Colombo.
- 2015 Teatro Argentino (Sala Piazzolla) de La Plata.

Participación como intérprete y director en estrenos y primeras audiciones de los siguientes compositores:
- Louis Aguirre (Cuba)
- Héctor Angulo (Cuba).
- Roberto Blanco Villalba
- Jorge Blarduni
- Rubén de Leon
- Roque de Pedro
- Enrique Gerardi
- Tipy Jaureguiberry
- Mauricio Kagel
- Rolando Mañanes
- Norberto Olaizola
- Juan Carlos Paz
- Salvador Ranieri
- Juan María Solare
- Luis Zubillaga
- Francis Schwartz

Como pianista ha interpretado, dentro del repertorio internacional, obras de:
- Bela Bartok
- John Cage
- Claude Debussy
- Raùl Fiorino
- Walter Giannini
- Harold Gramatges
- Mauricio Kagel
- Roman Haubenstock Ramati
- Erik Satie
- Arnold Schönberg
- Juan María Solare
- Karlheinz Stockhausen
- Anton Webern
- Kazimers Zerocki
- Luis Zubillaga
- Alvin Curran
- Cyril Scott
- Gustavo Chab

## Obra en CD, casete, video
- Dionisos, el fondo de las cosas.
- Dafne (sello) Colección Compositores e Intérpretes Argentinos (vol. II). (Monica Fucci- Contrafagot), en casete y CD.
- La ira de Fassbinder, casete de reunión. Buenos Aires: Edic. El Ombligo.
- Du bist, CULTRUN en concierto, videocasete. Edic. La Fábrica de los Sueños.
- Síntesis en cuatro sueños. Panorama de la Música Argentina (1957-1958) Prod. Consentino.
- Fondo Nacional de las Artes. CD.
- Arcano 72. CULTRUN Compositores Asociados. Prod. Independiente. CD.
- La pequeña Lulú, tres piezas (Gómez Ribicic−Mihovilcevic). Prod. Independiente. CD
- Estado poético (cinco obras de cámara y sinfónica de su autoría). Mivalo Producciones. CD
- Poética electrónica (ocho obras electrónicas y electroacústicas de su autoría). CD
- Poética urbana. Sonoridades Alternativas. CD.
- Seis modestas piezas urbanas. Estas cinco obras se encuentran grabadas en el CD Sonoridades alternativas:
  - 1959 (obra sinfónica), grabada por la Sinfónica Nacional de Cuba.
  - Time (para canto, piano y radio). Versión Analía Damianich (canto), Luis Mihovilcevic (piano) y Pablo Loudet (radio).
  - La página (para piano), interpretado por Martha Bongiorno.
  - Cinco piezas para piano, interpretado por Luis Mihovilcevic.
  - Tres haikus (para piano), interpretado por Luis Mihovilcevic.
- Unterwegs (filme musical). Música y dirección cinematográfica. Productora Trescuartos.[3]
- Parafrasis a Modo de ready made. Cd. Obras para piano interpretadas por el autor.
- Orquestalia.Obras para diferentes organismos orquestales. CD. Ediciones Signos del Topo.
  -  El minuto La Espera Ensamble "S" https://ensambles.bandcamp.com/releases
  -  Tres Piezas Electroacústicas. Las Obsesiones de Pierre Delval (1era. Obsesión) obras editadas en Sonoridades Alternativas III

```
    
https://sonoridadesalternativas.bandcamp.com/releases
```

## Como intérprete en piano
- Ecos, de Daniel Schachter. En el casete Hálito. Cosentino Producciones
- Ambientes, de Luis Zubillaga, en el CD Música de cámara y sinfónica de Luis Zubillaga. Ircovideo.
- Llenando la nada y Miradas y desencuentros (de Raúl Fiorino) en el CD Sonoridades alternativas II.[3]

## Escritos estéticos
- 1986-1987: artículos en El Grito, publicación de la que fue director.
- Temas y contracantos (dir. Daniel Berman).
- Varios escritos en la Publicación Signos del Topo (Buenos Aires)
- «Mi encuentro con Luigi Nono», página web de la Orquesta No Típica (dirigida por Juan María Solare) en la Universidad de Bremen (Alemania).
- Varios escritos e investigaciones en Ed. Signos del Topo.

## Investigaciones
Fue investigador en el departamento Artes de la Comunicación, en la Facultad de Filosofía y Letras.
Actualmente, y a pedido del maestro Mauricio Kagel, Mihovilcevic se ocupa de completar el archivo Kagel, y continuar en el trabajo de recopilar música experimental argentina, en el CCEBA (Centro Cultural de España en Buenos Aires).

## Premios
- Primer premio Tribuna Nacional de Compositores (adherida a la Tribuna Internacional de Compositores) por la obra Intermezzo, opus 15 (de 1987).
- Primer premio Juventudes Musicales (filial Miramar) auspiciado por la Municipalidad de Alvarado (provincia de Buenos Aires), por la obra Suite de piezas para la juventud (para piano), de 1987.
- Mención de honor (bienio 1993-1994) Premios Municipalidad de la Ciudad de Buenos Aires, por su obra La ira de Fassbinder, en género electroacústico.[1]
- CNMAS México obra dream drum para Steel Drum y Electroacústica. 1er.premio
- Selección SN Bremen por Solaris 50. Obra seleccionada.
- Premio a la trayectoria (2022) otorgado por SADAIC (Sociedad Argentina de Autores, Intérpretes y Compositores)

## Radio y TV
- Radio Nacional
- Radio Municipal de Buenos Aires
- Radio Comunidad de Buenos Aires.
- Diversas radios del interior del país.
- En el exterior: Radio France, Radio Nacional de Venezuela, diversas radios cubanas, diversas radios suecas, Süd Deutsche Rundfunk (de Alemania).
- Televisión de La Habana y Camagüey (Cuba).
- Canales de cable de Buenos Aires y de la ciudad de Posadas (provincia de Misiones).[3]

## Conferencias, charlas y clases
- 1983: El expresionismo en la música (Manzana de las Luces).
- 1988: El expresionismo y sus relaciones (ISEDET).
- 1988: El surrealismo en la música (ISEDET).
- 1994: El humor en la música contemporánea (Fac. de Filosofía y Letras de la Universidad de Buenos Aires).
- Apreciación estética e improvisación 1990 (Univ. Nac. De Misiones).
- 1995: Visión actual de la música contemporánea (Casa de las Américas, en La Habana).
- 1998: El teatro musical, la música y sus contradicciones con otras artes del siglo XX (Facultad de Filosofía y Letras de la UBA).
- 1998: Música del siglo XX y su relación con otras artes y el pensamiento (Facultad de Ciencias Sociales de la UBA).
- 2000: Expresionismo, dadaísmo y surrealismo (Facultad de Bellas Artes de la Universidad Nacional de La Plata).
- 1998 a 2001: Laboratorio de Música y Experimentación sonora en Teatro de Sombras (Centro Cultural del Sur, en Buenos Aires).
- 1998 a 2001: Teatro musical (Centro Cultural del Sur, y Centro Cultural Fortunato Lacamera, en Buenos Aires).
- 1999: Clases de improvisación musical (Escuela de Artes de Berisso).
- 1998-2000: participante como compositor, pianista, expositor y panelista en las jornadas Nietzsche (centenario de la muerte del filósofo).

## Docencia
Cátedras:
- Piano armónico (nivel superior). Conservatorio de Chascomús (provincia de Buenos Aires).
- Teatro musical. Conservatorio de Chascomús.
- Piano armónico. Nivel básico y superior. IMMA (Instituto de Música de la Municipalidad de Avellaneda).
- Pensamiento, artes y estéticas del mundo contemporáneo. IMMA (Instituto de Música de la Municipalidad de Avellaneda).
- Medios audiovisuales. IMMA (Instituto de Música de la Municipalidad de Avellaneda).
- Música de cámara del siglo XX y contemporánea, para todos los instrumentos. Conservatorio de Música Gilardo Gilardi de La Plata (provincia de Buenos Aires).[3]